# Clossiana gibsoni
Clossiana gibsoni är en fjärilsart som beskrevs av Barnes och Benjamin 1926. Clossiana gibsoni ingår i släktet Clossiana och familjen praktfjärilar. Inga underarter finns listade i Catalogue of Life.